# Hồ Sâm
Hồ Sâm (tiếng Trung: 胡琛; bính âm: Hú Chēn, ? – 526), vốn là tù trưởng tộc Sắc Lặc, một trong những thủ lĩnh ở khu vực Quan Lũng  của phong trào Lục Trấn khởi nghĩa phản kháng nhà Bắc Ngụy.

## Quá trình khởi nghĩa
Tháng tư năm Chánh Quang thứ 5 (524), dân trấn Cao Bình là bọn Hách Liên Ân (dân tộc Hung Nô) hưởng ứng lời hiệu triệu của Phá Lục Hàn Bạt Lăng, khởi sự ở Cao Bình, đề cử Hồ Sâm làm thủ lĩnh. Ông tự xưng Cao Bình vương.
Cuối tháng ấy, Hồ Sâm phái bộ tướng Mặc Kỳ Sửu Nô và Túc Cần Minh Đạt tiến đánh Kính Châu , cùng tướng Ngụy giữ thành là Lư Tổ Thiên, Y Úng Sanh giằng co. Triều đình mệnh cho Hành đài Đại đô đốc Tiêu Bảo Dần và Tây đạo đô đốc Thôi Duyên Bá soái 12 vạn tinh binh, 8000 thiết kỵ bắc tiến, đánh dẹp khởi nghĩa. Mặc Kỳ Sửu Nô ứng biến linh hoạt, trước thua sau thắng, giết chết Thôi Duyên Bá, buộc Tiêu Bảo Dần lui chạy.
Chính vào lúc khởi nghĩa lên đến cao trào, thủ lĩnh các lộ nghĩa quân lại quay ra nghi kỵ đối phó lẫn nhau. Tháng 8, bộ tướng của Mạc Chiết Niệm Sanh là Lữ Bá Độ đến đầu quân cho Hồ Sâm. Ông nhiệm dụng hắn ta làm Đại đô đốc, Tần vương, cấp cho người ngựa, mệnh cho hắn ta quay lại tấn công Mạc Chiết Niệm Sanh.
Sau khi đánh bại bộ tướng của Niệm Sanh là Đỗ Sán ở Thành Kỷ , Lữ Bá Độ tiếp tục đánh phá thành Thủy Lạc  của Kim Thành vương Mạc Chiết Phổ Hiền. Nhưng rồi sau đó, Hồ Sâm lại cùng Mạc Chiết Niệm Sanh liến kết chống lại Phá Lục Hàn Bạt Lăng. Vì thế, Phá Lục Hàn Bạt Lăng cả giận, ngầm phái đại thần Phí Luật lẻn vào Cao Bình, đến năm Hiếu Xương thứ 2 (526), giết được Hồ Sâm .